# České Meziříčí
České Meziříčí település Csehországban, Rychnov nad Kněžnou-i járásban. České Meziříčí Pohoří, Opočno, Jílovice, Vysoký Újezd, Výrava, Rohenice, Očelice, Mokré, Králova Lhota, Jasenná és Bohuslavice településekkel határos. Lakosainak száma 2037 fő (2024. január 1.).

## Népesség
A település lakosságának változását az alábbi diagram mutatja:
| Lakosok száma | 1887 | 2325 | 2329 | 1621 | 1567 | 1567 | 1862 | 1928 | 1969 | 2037 |
|               | 1869 | 1890 | 1921 | 1950 | 1980 | 2001 | 2017 | 2019 | 2022 | 2024 |